# Eleuterio di Arce
Eleuterio di Arce, noto anche come Sant'Eleuterio (Britannia, ... – Arce, V secolo), fu un pellegrino cristiano di origine britannica, venerato come santo dalla Chiesa cattolica.

## Biografia
La vita del santo è avvolta nella leggenda. Sant'Eleuterio nacque probabilmente in un paese dell'Inghilterra e venne educato dalla sua famiglia ai principi cristiani. In giovane età, con un gruppo di compagni, decise di andare in Palestina a visitare i luoghi legati alla vita di Gesù. Nel viaggio di ritorno dal pellegrinaggio in Terra santa decise di dirigersi a Roma, percorrendo la via Appia e la via Latina.
Giunto però ad Arce di notte chiese alloggio alla locanda che era presso la Torre del Pedaggio, ma l'oste, oltre al rifiuto, gli aizzò contro anche i suoi grossi cani rabbiosi che si ammansirono subito alla vista del santo.
Al mattino seguente l'oste con grande meraviglia trovò, non lontano dalla taverna, il corpo del pellegrino morto, custodito dai mastini e con molti serpenti che gli lambivano i piedi. Il pellegrino subito fu acclamato santo dalla popolazione, che lo elevò a patrono della città.

## Il culto

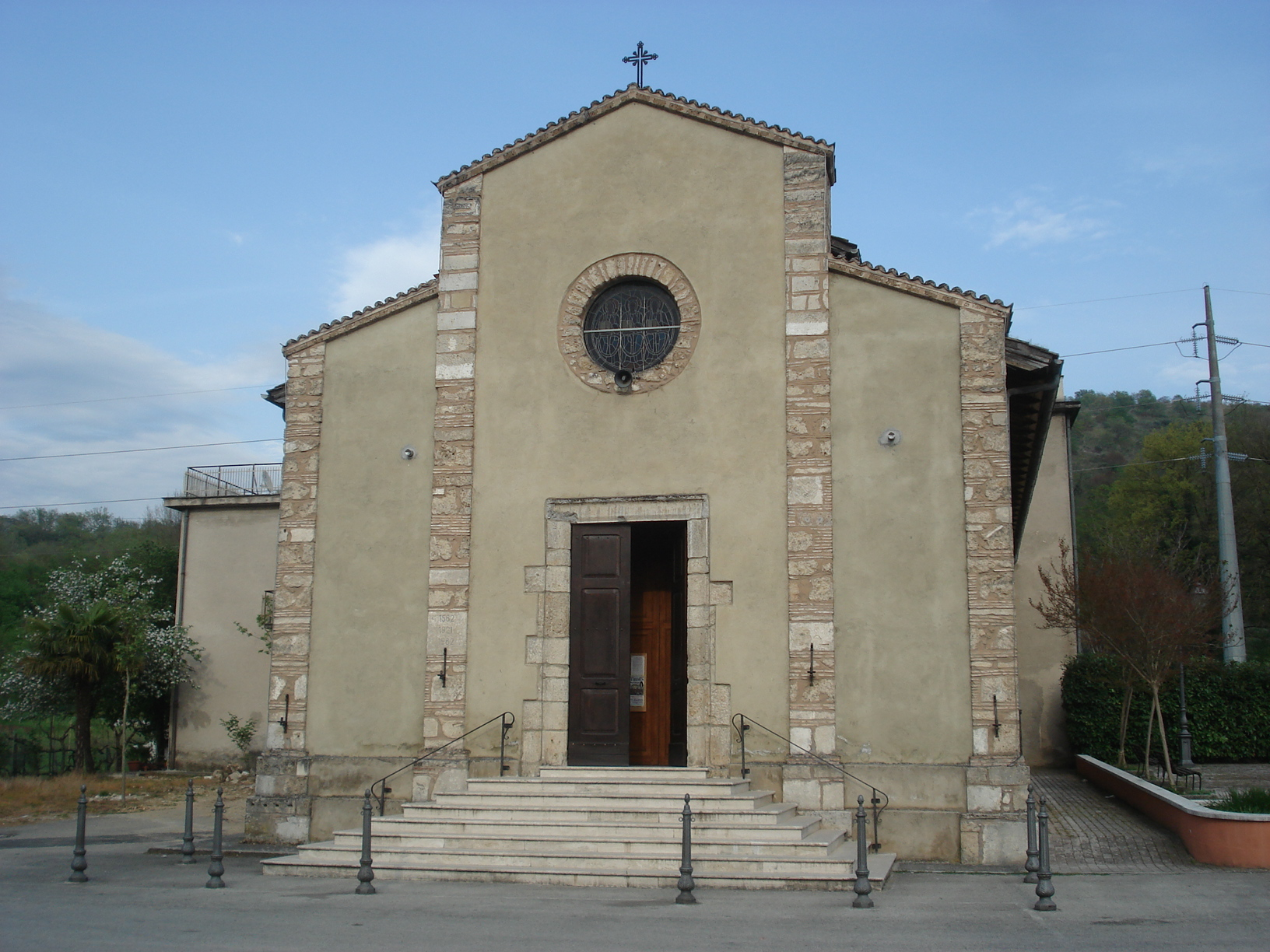
Chiesa-Santuario di Sant'Eleuterio

Dopo la sua morte fu trovata una catena di ferro attorno ai suoi fianchi, che il santo usava come cilicio. Questa catena venne trasformata in due chiavi che sono custodite devotamente dalla popolazione, una ad Arce e una presso la Basilica Cattedrale di Aquino. Le reliquie del santo sono conservate in un'urna sotto l'altare a lui dedicato nella chiesa parrocchiale dei Santi Apostoli Pietro e Paolo di Arce.
Sant'Eleuterio è invocato contro il morso di cani rabbiosi e dei serpenti. Molti sono stati gli interventi nei periodi di siccità che il popolo arcese ha attribuito al santo, come quello del 1949, ricordato da una lapide posta fuori il Santuario, quando, dopo solenni processioni contrada per contrada, venne a piovere abbondantemente.
Il culto verso sant'Eleuterio era molto diffuso anche nei paesi limitrofi ad Arce, specialmente in Aquino, dove tuttora nella cattedrale è conservata una statua in legno del santo databile al XVIII secolo. Nelle solenni processioni la statua del santo viene pregiata con cani, cappello, bastone e serpenti di argento. Il santo è raffigurato sempre in abiti da pellegrino, con la conchiglia per bere l'acqua, con il bastone tra le mani e con i due cani tenuti in catene. Inoltre nelle due processioni in cui la statua viene trasportata dal Santuario alla chiesa parrocchiale e viceversa, questa viene posta in un fercolo ligneo in stile barocco, realizzato nel 1893, ricco di volute, angeli e cariatidi.

## Festività
La memoria liturgica ricorre il 29 maggio, quando la statua del Santo Patrono, insieme a quella di santa Rita, viene portata in solenne processione per le vie del centro storico del comune.
Per tale occasione, la domenica successiva al 5 maggio, giorno che la popolazione arcese dedica al digiuno, le statue di sant'Eleuterio e di santa Rita da Cascia vengono traslate in solenne processione, in un tripudio di canti e fuochi d'artificio, lungo un percorso di quattro chilometri, dal Santuario dedicato al Santo alla Chiesa parrocchiale dei Santi Apostoli Pietro e Paolo. Qui restano sino alla metà di giugno, quando sempre in solenne processione, vengono riportate nel Santuario.
Altra festività legata al santo è il 3 agosto; qui i festeggiamenti si svolgono nel Santuario, situato in località sant'Eleuterio.